# Nana Katase
Nana Katase (片瀬 那奈, Katase Nana, née le 7 novembre 1981) est une actrice, chanteuse et mannequin japonaise connue pour son rôle dans Death Note: The Last Name (2006), Arakawa Under the Bridge (2010) et 20th Century Boys 1: Beginning of the End (2008).

## Biographie
Katase a dépeint Kiyomi Takada dans Death Note: The Last Name. Elle a également dépeint Megumi Yokota adulte — l'actrice Mayuko Fukuda (en) a joué le rôle de Megumi Yokota jeune —, l'un des dix-sept citoyens japonais enlevés par la Corée du Nord de la fin des années 1970 au début des années 1980 dans Saikai: Yokota Megumi-san no Negai (ja) (2006). Elle a également joué Mayumi dans le cinquième volet de la série PlayStation de Sega, Yakuza.

## Filmographie

### Films
- 2001 : Between Calmness and Passion
- 2006 : Death Note: The Last Name : Kiyomi Takada
- 2007 : Calling You : Ryo Harada
- 2008 : 20th Century Boys 1: Beginning of the End''  : Mika Shikishima
- 2009 : 20th Century Boys 2: The Last Hope : Mika Shikishima
- 2009 : 20th Century Boys 3: Redemption'' : Mika Shikishima
- 2010 : Trick The Movie: Psychic Battle Royale
- 2010 : Saibancho! Koko wa Choeki 4 nen de Dodesuka : Prosecutor Mari Hasebe
- 2011 : Gene Waltz : Miki Tanaka
- 2012 : Arakawa Under the Bridge : Maria
- 2012 : Ushijima the Loan Shark : Chiaki Okubo
- 2013 : Hentai Kamen
- 2016 : Hentai Kamen: Abnormal Crisis
- 2016 : I Am a Hero : Tekko